# サバクキンモグラ
サバクキンモグラ (Eremitalpa granti) は、キンモグラ科に分類される哺乳類。本種のみでサバクキンモグラ属を構成する。主に南部アフリカの乾燥した砂丘に生息する。キンモグラの中でも最小の種で、体長は10cmに満たない。

## 分布と生息地
南アフリカ共和国のケープ州南西部と、ナマクアランドからナミビアのナミブ砂漠北部にかけて、アフリカ大陸南西部の限られた地域にのみ分布する。Eremitalpa granti granti はセント・ヘレナ湾南岸からポート・ノロスにかけて、Eremitalpa granti namibensis はナミブ砂漠のオレンジ川以北に分布する。
海岸沿いの砂の柔らかい砂丘や、砂丘間の窪地に生息する。Stipagrostis sabulicola、Cladoraphis spinosa、Stipagrostis ciliata など、イネ科植物が点在する地域を好む。巣穴を持たず、植物の下で休息する。耕作地や田園地帯でも見られる。

## 形態
キンモグラ科の最小種で、体長は70-85mm、体重は16-32gである。性的二形があり、雄の方が大きい。体形は扁平で、上から見ると卵型である。毛は柔らかく、他のキンモグラよりも長い。背中の毛は12mmで、淡い灰色がかった黄色であり、銀色の光沢がある。側面の毛は約20mmで、背中の毛に比べて色が薄く、黄色みが強い。顔と腹面は色が薄く、黄色がかった白色である。腹面は赤褐色の場合もある。幼獣の毛は銀色で、頬には淡い模様がある。
四肢は短く強靭で、体の内側に位置する。前肢の第1 - 3指には長い爪が生え、下側は空洞になっている。これは穴掘りへの適応である。キンモグラの中で唯一、第4指の爪も発達する。後肢には水かきがあり、突出した厚い肉球を持つ。眼は皮膚に埋没しており、吻は硬い肉球で覆われる。これは穴掘りを補助し、鼻孔を砂から守る。E. g. namibensis は、E. g. granti よりもやや小型で、毛が短く、体色が異なり、頭蓋骨が短く幅広い。

## 生態と行動

### 行動
夜行性であり、単独で生活する。砂地では地中に巣穴を作っても崩れてしまうため、決まった巣穴を持たない。日中は50cmの深さまで穴を掘り、そこで休眠を行う。その間は代謝を低下させ、エネルギーの消費を減らす。夜間には砂丘の表面を走り回るか、砂に潜ることで、振動を感知して獲物を見つける。一晩で4.8キロメートル以上を掘り進んだ跡が確認された例もある。

### 食性と天敵
餌の大半は無脊椎動物で、特にシロアリの仲間である Psammotermes allocerus が多い。その他にも直翅類、甲虫、アリ、ガ、クモ、コナカイガラムシ科などを捕食し、ミズカキヤモリやトカゲなどの爬虫類も餌とする。地表にいる獲物を砂中に引きずり込んで捕食することもある。夜行性であるため、アフリカワシミミズクやメンフクロウなど、同じ夜行性の捕食者が天敵である。

### 繁殖
繁殖期は10-11月で、妊娠期間は4-6週間と推定される。繁殖と出産の場所については良く分かっていない。幼獣は生後2-3ヶ月で自立し、体重約35-45gで母親の縄張りを離れる。

## 人間との関係
生息地がほとんど人の手が入っていない海岸沿いの砂漠のため、絶滅のおそれは低いと考えられている。一方でダイヤモンドの採掘や農地開発・観光開発による影響が懸念されている。